# NGC 4139
NGC 4139 је лентикуларна галаксија у сазвежђу Девица која се налази на NGC листи објеката дубоког неба.
Деклинација објекта је + 1° 48' 5" а ректасцензија 12h 4m 34,0s. Привидна величина (магнитуда) објекта NGC 4139 износи 13,7 а фотографска магнитуда 14,7. NGC 4139 је још познат и под ознакама IC 2989, MCG 0-31-30, CGCG 13-61, Todd 16, PGC 38213.